# William B. Lenoir
William Benjamin Lenoir (14. března 1939, Miami, Florida, USA – 28. srpna 2010) byl americký astronaut, který se zúčastnil programu Skylab a letu STS-5 raketoplánu Columbia.

## Život

### Mládí a výcvik
Po základní a střední škole absolvoval roku 1961 Massachusettský technologický institut (MIT) v Massachusetts a získal titul inženýra elektrotechniky. V roce 1965 získal ve stejném oboru doktorát. O dva roky později v roce 1967 byl vybrán do šesté skupiny amerických astronautů. Po výcviku byl jmenován do záložních posádek Skylab 3 a Skylab 4. Po ukončení programu Skylab se přeškolil na funkci letový specialista pro lety raketoplánů. Byl ženatý a měl dvě děti.

### Let do vesmíru
Do vesmíru odstartoval jednou, a to na podzim roku 1982 na palubě raketoplánu Columbia a stal se tak 114. člověkem ve vesmíru. Raketoplán Columbia při svém pátém, pětidenním letu se startem na Kennedyho vesmírném středisku na floridském mysu Canaveral měl na své palubě čtyřčlennou posádku ve složení velitel Vance Brand, pilot Robert Overmyer a letoví specialisté Joseph Allen a William Lenoir. Během letu astronauti vypustili družici pro přenos počítačových dat SBC-3 a kanadskou telekomunikační družici Anik C-3 a v pořádku přistáli na základně Edwards v Kalifornii.
- STS-5 Columbia (11. listopadu 1982 – 16. listopadu 1982)

### Po ukončení letu
V září 1984 ukončil svou činnost v oddílu astronautů a odešel pracovat do firmy Booz, Allen & Hamilton, Inc do Arligtonu ve Virginii. V červnu 1989 se vrátil k NASA do funkce administrátor vesmírných letů. V dubnu 1992 se stal viceprezidentem firmy Booz, Allen & Hamilton, Inc, divize Applied Systems, v Bethesdě ve státě Maryland.
William Benjamin Lenoir zemřel v Novém Mexiku v 71 letech na následky zranění po pádu z kola.